# Jan Marcell
Jan Marcell (ur. 4 czerwca 1985 w Brnie) – czeski lekkoatleta, dyskobol i kulomiot.
Jego największym dotychczasowym osiągnięciem jest srebrny medal młodzieżowych mistrzostw Europy w rzucie dyskiem (Debreczyn 2007).
W 2008 reprezentował w tej konkurencji Czechy podczas igrzysk olimpijskich w Pekinie, 28. miejsce w eliminacjach nie dało mu awansu do finału.
Wielokrotny złoty medalista mistrzostw kraju, także w pchnięciu kulą. 

## Rekordy życiowe
- rzut dyskiem – 66,00 (2011)
- rzut dyskiem (hala) – 60,60 (2010)
- pchnięcie kulą – 20,93 (2014)
- pchnięcie kulą (hala) – 20,25 (2015)